# Guillaume Rouet
Guillaume Rouet (Bayona, 13 de agosto de 1988) es un jugador de rugby con doble nacionalidad francés y española que juega en la posición de medio melé.
Su hermano Sébastien Rouet es exjugador de rugby profesional y jugaba en la posición de medio melé.

## Carrera

### Clubes
Rouet es un jugador que ha desarrollado toda su carrera profesional jugando en el Aviron Bayonnais. Debutó como profesional en ese club en la temporada 2010/11 jugando tres partidos, pero tras finalizar la temporada, finaliza su contrato y no renueva con el club. Rouet no encuentra equipo y pasa un año sin tener contrato profesional hasta la temporada siguiente, la 2012/13, cuando Aviron Bayonnais le vuelve a firmar un contrato y termina afianzándose en el equipo. En la temporada 2014/15 el Aviron Bayonnais pierde la categoría bajando a Pro D2. Rouet, decidió no abandonar el club de su vida y permanecer en él a pesar de la pérdida de categoría. En diciembre de 2015, firma una extensión de su contrato hasta 2019. Esa temporada Rouet es titular y pieza clave para lograr el ascenso a la máxima categoría del rugby francés, al ganar la final de la eliminatoria de ascenso a Aurillac por 21-16.

### Internacional
Rouet, al tener ascendencia española posee la doble nacionalidad y ha sido seleccionado 8 veces para defender la camiseta del XV del León, haciendo su debut el 1 de febrero de 2014 en un partido ante Rusia, donde perdieron 25-28.

### Palmarés y distinciones notables
- Campeón Play Off ascenso Pro D2 2015 - 2016 (Aviron Bayonnais)